# Mistrzostwa Świata w Łyżwiarstwie Szybkim w Wieloboju 1908
16. mistrzostwa świata w łyżwiarstwie szybkim w wieloboju odbyły się w dniach 8–9 lutego 1908 roku szwajcarskim Davos. Zawodnicy startowali na naturalnym lodowisku na Eisstadion po raz drugi (wcześniej w 1898). W zawodach wzięli udział tylko mężczyźni. Łyżwiarze startowali na czterech dystansach: 500 m, 1500 m, 5000 m, 10000 m. Mistrzem zostawał zawodnik, który wygrywał trzy z czterech dystansów. Pierwszy złoty medal w karierze wywalczył Norweg Oscar Mathisen, który dodatkowo pobił rekord świata na 1500 m. O tym, które miejsca zajmowali kolejni zawodnicy decydowała mniejsza liczba punktów.

## Uczestnicy
W zawodach wzięło udział 15 łyżwiarzy z 7 krajów. Sklasyfikowanych zostało 10.
| Państwa biorące udział w mistrzostwach | Państwa biorące udział w mistrzostwach | Państwa biorące udział w mistrzostwach | Państwa biorące udział w mistrzostwach |
| -------------------------------------- | -------------------------------------- | -------------------------------------- | -------------------------------------- |
| Austro-Węgry · Norwegia                | Dania · Szwecja                        | Imperium Rosyjskie · Wielka Brytania   | Holandia                               |

## Wyniki
- DNF – nie ukończył, DNS – nie wystartował, f – wywrócił się, WR – rekord świata

| Pozycja | Zawodnik         | Kraj               | 500 m       | 5000 m         | 1500 m         | 10000 m       | Pkt. |
| ------- | ---------------- | ------------------ | ----------- | -------------- | -------------- | ------------- | ---- |
| 01 !    | Oscar Mathisen   | Norwegia           | 54.4f (14.) | 8:55.4 (1.)    | 2:20.8 (1.) WR | 18:01.8 (1.)  | 13   |
| 01 !    | Martin Sæterhaug | Norwegia           | 46.2 (4.)   | 9:04.4 (4.)    | 2:23.4 (2.)    | 18:28.6 (5.)  | 13.5 |
| 01 !    | Moje Öholm       | Szwecja            | 45.2 (2.)   | 9:04.8 (5.)    | 2:23.6 (4.)    | 18:30.2 (6.)  | 15   |
| 4.      | Gunnar Strömstén | Imperium Rosyjskie | 47.2 (7.)   | 9:01.6 (3.)    | 2:25.4 (7.)    | 18:04.0 (2.)  | 16   |
| 5.      | Antti Wiklund    | Imperium Rosyjskie | 47.4 (8.)   | 9:01.4 (2.)    | 2:24.2 (5.)    | 18:24.0 (4.)  | 16   |
| 6.      | Thomas Bohrer    | Austro-Węgry       | 46.2 (4.)   | 9:42.8 (8.)    | 2:27.6 (9.)    | 18:21.2 (3.)  | 19.5 |
| 7.      | Arne Schrey      | Imperium Rosyjskie | 46.4 (6.)   | 9:07.6 (6.)    | 2:24.4 (6.)    | 18:55.2 (8.)  | 23   |
| 8.      | Jean Pettersson  | Szwecja            | 48.4 (10.)  | 9:53.0 (9.)    | 2:29.8 (11.)   | 18:53.0 (7.)  | 30   |
| 9.      | Ejnar Sørensen   | Dania              | 49.6 (11.)  | 10:26.4f (15.) | 2:34.0 (13.)   | 19:07.4 (9.)  | 36   |
| 10.     | Frederick Dix    | Wielka Brytania    | 51.6 (13.)  | 9:54.0 (10.)   | 2:35.0 (14.)   | 19:11.4 (10.) | 38   |
| DNS     | Johan Vikander   | Imperium Rosyjskie | 44.8 (1.)   | 9:20.6 (7.)    | 2:23.4 (2.)    | 59:59.9 !     | -    |
| DNS     | Sigurd Mathisen  | Norwegia           | 45.4 (3.)   | 9:56.4 (11.)   | 2:26.2 (8.)    | 59:59.9 !     | -    |
| DNS     | Franz Wathén     | Imperium Rosyjskie | 47.4 (8.)   | 10:00.8 (12.)  | 2:27.8 (10.)   | 59:59.9 !     | -    |
| DNS     | Franz Schilling  | Austro-Węgry       | 50.4 (12.)  | 10:07.2 (13.)  | 2:32.0 (12.)   | 59:59.9 !     | -    |
| DNF     | Henny Kalt       | Holandia           | DNF         | 10:18.6 (14.)  | 9:59.9 !       | 59:59.9 !     | -    |